# Emma Kok
Emma Kok (Maastricht, 12 maart 2008) is een Nederlandse zangeres. Haar ouders, broer en zus zijn musici. Ze kreeg landelijke bekendheid door in 2021 het tiende seizoen van The Voice Kids te winnen. Internationale bekendheid kreeg ze zomer 2023 door een gastoptreden bij dirigent-violist André Rieu op het Vrijthof in Maastricht: het door haar gezongen lied Voilà (ESF 2021) ging viraal op sociale media. Eerder dat jaar won ze met dat chanson de finale van het SBS-programma Ministars. 

## Privéleven
Kok lijdt aan gastroparese, chronische maagverlamming. In haar geval betekent dat, dat ze 22 uur per dag vastzit aan een sonde. In 2023 richtte ze de Stichting Gastrostars op die streeft naar de verbetering van de kwaliteit van leven van kinderen en volwassenen met gastroparese en andere darmmotiliteit-stoornissen.
Haar broer Enzo is violist, en haar zus Sophie is klassiek zangeres.
- MusicBrainz: 504773bc-dc34-4b32-8c9c-bd6ee36fb7bc